# Anoksija
Anoksija je poremećaj u kojemu stanice u organizmu ne dobivaju dovoljno kisika ili kada stanica ne može iskoristiti kisik za normalnu funkciju.